# Gorka Pérez
Gorka Pérez Garay (Gordejuela, Vizcaya, 19 de junio de 1995), más conocido como Gorka Pérez, es un futbolista español que juega de defensa en el Nástic de Tarragona de Primera Federación.

## Trayectoria
Gorka se incorporó a las categorías inferiores del Athletic Club en 2014, para jugar en el C. D. Basconia, procedente del equipo juvenil del Barakaldo. En 2015 promocionó al Bilbao Athletic, aunque fue cedido al Gernika Club de Segunda División B para la campaña 2015-16. Entre 2016 y 2019 permaneció en el filial rojiblanco, siendo incluso capitán en su última temporada, aunque sólo pudo disputar 37 encuentros debido a las lesiones.
En julio de 2019 fichó por la Unión Deportiva Logroñés, también de la Segunda División B, equipo con el que ascendió a Segunda División esa misma temporada.En junio de 2021 finalizó su contrato y al mes siguiente se comprometió con el C. D. Badajoz de Primera Federación por dos años.
El 20 de julio de 2022 firmó por el C. D. Numancia. Con el club soriano jugó 37 partidos en Primera Federación, siendo líder de la defensa. En julio de 2023 fichó por el C. D. Lugo.Tras una buena temporada en el club lucense, firmó por el Gimnástic de Tarragona.

## Clubes
| Club                   | País   | Año       |
| ---------------------- | ------ | --------- |
| C. D. Basconia         | España | 2014-2015 |
| Bilbao Athletic        | España | 2015-2019 |
| Gernika Club (cedido)  | España | 2015-2016 |
| U. D. Logroñés         | España | 2019-2021 |
| C. D. Badajoz          | España | 2021-2022 |
| C. D. Numancia         | España | 2022-2023 |
| C. D. Lugo             | España | 2023-2024 |
| Gimnàstic de Tarragona | España | 2024-Act. |